# Piera Aiello
Piera Aiello (* 2. Juli 1967 in Partanna) ist eine sizilianische Zeugin und Aktivistin gegen die Mafia und Abgeordnete im italienischen Parlament für die Fünfsterne-Bewegung.

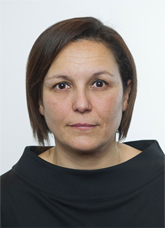
Piera Aiello

## Leben
Piera Aiello heiratete 1985 zwangsweise den Sohn Nicolò des Mafioso Vito Atria. Sie selbst kam aus keiner Mafiafamilie. Nachdem Vito Atria neun Tage nach der Heirat von gegnerischen Mafioso ermordet worden war, wurde auch ihr Mann Nicolò in Gegenwart von Piera Aiello 1991 in ihrem Restaurant mit einer abgesägten Schrotflinte erschossen. Nicolò Atria war aktiv im Drogenhandel. Piera Aiello kannte die beiden Mörder und arbeitete von da an mit den italienischen Behörden (Untersuchungsrichter Paolo Borsellino) gegen die Mafia zusammen, ebenso wie ab 1991 ihre erst siebzehnjährige Schwägerin Rita Atria, die Schwester von Nicolò. Aufgrund der Aussagen der beiden Frauen konnte Borsellino gegen zahlreiche Mafiamitglieder anklagen. Die Frauen waren danach im Zeugenschutzprogramm. Rita Atria beging 1992 Suizid nach der Ermordung von Borsellino.
2008 wurde sie Vorsitzende der Anti-Mafia-Vereinigung Rita Atria und 2017 der gleichgerichteten Vereinigung La verità vive. 2012 veröffentlichte sie ein Buch über das Mafia-Unwesen in Italien mit dem Journalisten Umberto Lucentini.
Bei den Wahlen 2018 wurde sie Mitglied des italienischen Parlaments (Camera dei deputati) für den Wahlkreis Marsala im Westzipfel von Sizilien. Sie trat für die Fünfsterne-Bewegung an, zunächst ohne die sie schützende Polizeibehörde zu informieren. Erstmals seit Jahrzehnten trat sie damit aus der Anonymität des Zeugenschutzprogramms wieder an die Öffentlichkeit und ließ ein aktuelles Foto von sich verbreiten. Bei der Wahl war sie noch ohne Foto angetreten und trug bei ihren wenigen Wahlkampfauftritten einen dunklen Schal über dem Kopf, eine Bemerkung einer italienischen Journalisten über die erste Abgeordnete mit Burka hatte sie aber betroffen gemacht. Sie verwendet ihren alten Namen, ihr neuer Name wird geheim gehalten. In Debatten will sie sich vorerst von Kollegen vertreten lassen.
Sie hat wieder geheiratet und hat drei Kinder.

## Schriften
- mit Umberto Lucentini: Maledetta Mafia. Edizioni San Paolo, 2012, ISBN 978-88-215-7692-8